# Tell It to the Judge
Tell It to the Judge  est un film américain de Leo McCarey et Hal Yates sorti en 1928.

## Fiche technique
- Titre original : Tell It to the Judge
- Réalisation : Leo McCarey et Hal Yates
- Scénario : Leo McCarey
- Montage : Richard C. Currier
- Photographie : George Stevens
- Producteur : Hal Roach
- Société de production : Hal Roach Studios
- Société de distribution : Metro-Goldwyn-Mayer (MGM)
- Pays d’origine :  États-Unis
- Langue : Anglais
- Format : 1.33 : 1, 35mm, noir et blanc
- Durée : 20 minutes
- Genre : Comédie
- Date de sortie : 28 avril 1928

## Distribution
- Max Davidson